# Кубок Греции по футболу 2009/2010
Кубок Греции по футболу 2009/2010 годов (греч. Κύπελλο Ελλάδος 2009/2010) — 68-й розыгрыш Кубка Греции по футболу.

## Пятый раунд
| Дата      | Хозяева       | Счёт                        | Гости            |
| --------- | ------------- | --------------------------- | ---------------- |
| 13.1.2010 | Калитея       | 1:1 (доп. вр., по пен. 4:3) | Трикала          |
| 13.1.2010 | Арис Салоники | 2:0                         | Астерас Триполи  |
| 13.1.2010 | Панатинаикос  | 2:1                         | Пиерикос         |
| 13.1.2010 | Левадиакос    | 0:0 (по пен. 2:4)           | Кавала           |
| 20.1.2010 | Атромитос     | 0:0 (доп. вр. 0:1)          | ПАС Янина        |
| 20.1.2010 | Пансерраикос  | 0:2                         | ПАОК             |
| 20.1.2010 | Ксанти        | 2:0                         | Олимпиакос Волос |
| 20.1.2010 | Трасивулос    | 0:1                         | Паниониос        |

## 1/4 финала
| Дата     | Хозяева      | Счёт | Гости   |
| -------- | ------------ | ---- | ------- |
| 2.2.2010 | ПАС Янина    | 4:0  | ПАОК    |
| 3.2.2010 | Панатинаикос | 2:0  | Калитея |

| Дата 1 матча | Дата 2 матча | Хозяева | Счёт 1 матча | Счёт 2 матча       | Гости         |
| ------------ | ------------ | ------- | ------------ | ------------------ | ------------- |
| 10.2.2010    | 17.2.2010    | Ксанти  | 1:1          | 0:3                | Арис Салоники |
| 10.2.2010    | 17.2.2010    | Кавала  | 0:0          | 1:1 (доп. вр. 1:0) | Паниониос     |

## 1/2 финала
| Дата 1 матча | Дата 2 матча | Хозяева       | Счёт 1 матча | Счёт 2 матча | Гости     |
| ------------ | ------------ | ------------- | ------------ | ------------ | --------- |
| 17.3.2010    | 25.3.2010    | Арис Салоники | 3:1          | 1:1          | Кавала    |
| 24.3.2010    | 7.4.2010     | Панатинаикос  | 3:1          | 0:0          | ПАС Янина |

## Финал
| Дата      | Хозяева      | Счёт | Гости         |
| --------- | ------------ | ---- | ------------- |
| 24.4.2010 | Панатинаикос | 1:0  | Арис Салоники |